# Cupido celinde
Cupido celinde är en fjärilsart som beskrevs av Jean Baptiste Boisduval 1832. Cupido celinde ingår i släktet Cupido och familjen juvelvingar. Inga underarter finns listade i Catalogue of Life.